# Hyperion (Carmelo Bene)
L'Hyperion è uno spettacolo teatrale e sinfonico del 1980, diretto, interpretato e tradotto da Carmelo Bene, con testo di Friedrich Hölderlin e musiche di Bruno Maderna. Direttore d'orchestra: Marcello Panni. Orchestra e coro dell'Accademia di Santa Cecilia. Solisti: A. Persichilli (flauto), A. Loppi (oboe).